# Sampung (Sampung)
Sampung is een bestuurslaag in het regentschap Ponorogo van de provincie Oost-Java, Indonesië. Sampung telt 4974 inwoners (volkstelling 2010).